# Ehren McGhehey
Kenneth Ehren McGhehey (ur. 29 listopada 1976 w McMinnville, w stanie Oregon) – amerykański kaskader i aktor, gwiazda Jackass MTV. 

## Filmografia
- Jackass: Świry w akcji (2002)
- Grind (2003)
- Jackass: Numer dwa (2006)
- Jackass 2.5 (2007)
- Jackass 3D (2010)
- Jackass 3.5 (2011)

## Seriale i programy telewizyjne
- Jackass (2000–2002)
- Bam’s Unholy Union (2007)
- Portlandia (2012)